# ابن الفقيه
ابن الفقيه أحمد بن محمد بن إسحاق بن إبراهيم الهمذاني، يكنى بأبو بكر، وقيل أبو عبد الله، مؤرخ وجغرافي فارسي، ولد في مدينة همذان في فارس، توفي نحو 340 هـ / 951 م، يشتهر بكتاب «مختصر كتاب البلدان» الذي ألفه في حوالي سنة 279هـ/ 892م، وله أيضا «ذكر الشعراء المُحْدَثين والبلغاء منهم والمفحمين».